# 马姆奎斯特偏见
马姆奎斯特偏见 (英文：Malmquist bias)是观测天文学中一种对明亮天体的自然性发现偏差，在1922年由瑞典天文学家贡纳尔·马姆奎斯特首次描述，并于1925年深入描述。在统计上，这个偏见是一种在限定最低光度时的选择性偏差，低于一定光度天体被排除在外。因为越远的星星和星系看起来越暗弱，对于同样亮度的天体，光度会随着距离的上升而不断下降直到被排除。越远的天体需要越高的亮度才能被观测到，以至于建立了一个虚假的越远的天体越亮——以及更高的和亮度相关的特性——的趋势。这个偏见导致很多天文学领域的很多错误的主张。对这个偏见的纠正是个焦点研究领域。